# Chlorophthalmidae
I Chlorophthalmidae sono una famiglia di pesci ossei marini appartenenti all'ordine Aulopiformes.

## Distribuzione e habitat
Questa famiglia è diffusa in tutti i mari e gli oceani tropicali e temperato caldi. Nel mar Mediterraneo è presente una sola specie, Chlorophthalmus agassizi.
Sono pesci bentonici o demersali che vivono a profondità non elevatissime nei piani circalitorale e batiale.

## Descrizione
Si tratta di pesci slanciati, con corpo cilindrico e peduncolo caudale compresso. Gli occhi, molto vistosi, sono molto grandi e anche la bocca è grande. A bocca chiusa il muso appare appuntito. I fotofori sono assenti. La pinna dorsale è breve ma ampia ed è inserita piuttosto anteriormente, c'è anche una piccola pinna adiposa. Le pinne ventrali sono poste piuttosto indietro. La pinna caudale è biloba.

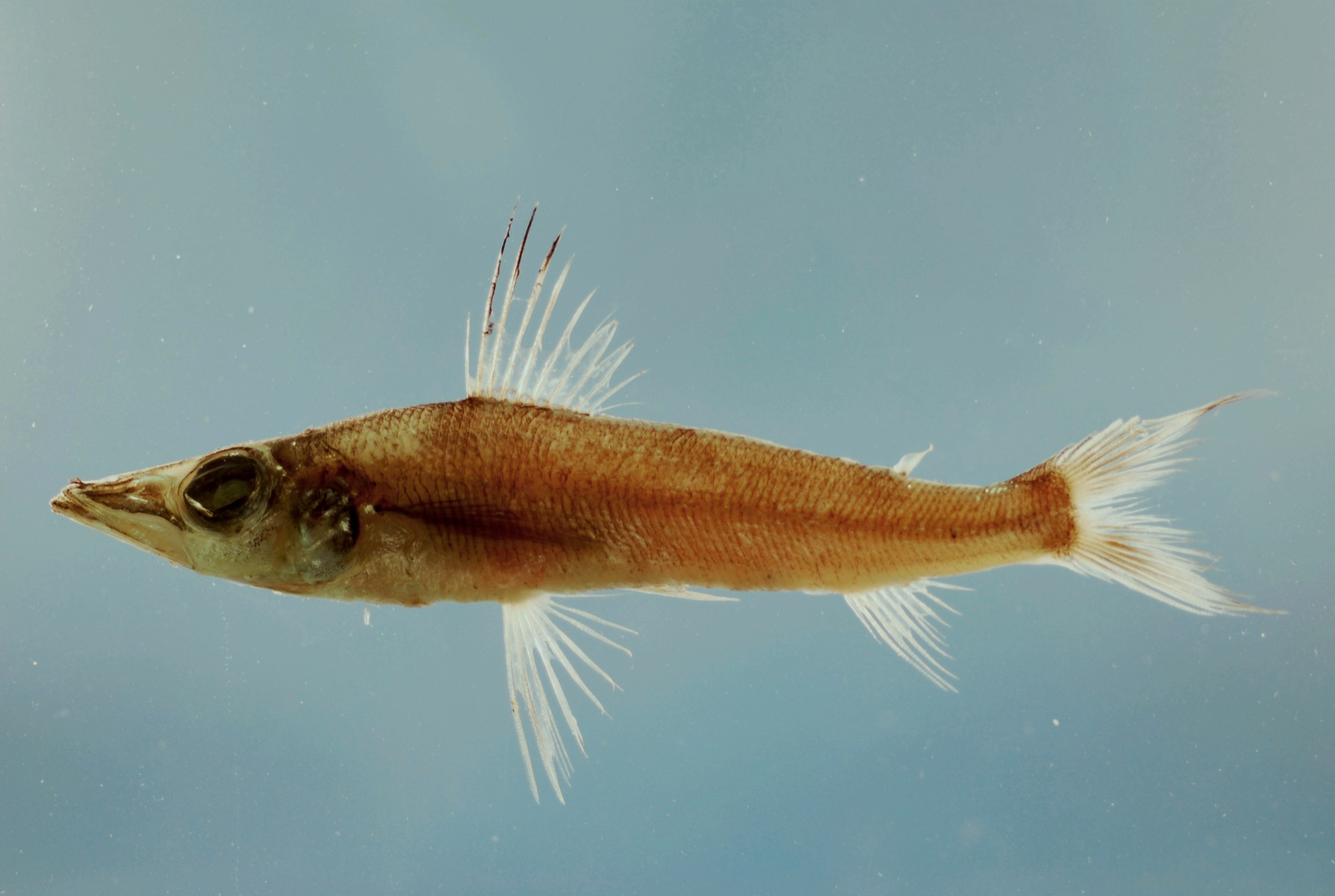
Parasudis truculenta

Di solito non superano qualche decina di cm di lunghezza, la specie più grande è Chlorophthalmus agassizi che misura al massimo 40 cm.

## Biologia
Si cibano di piccoli pesci e di invertebrati come cefalopodi o crostacei. Sono ermafroditi. Uova e stadi giovanili pelagici.

## Specie
- Genere Chlorophthalmus
  - Chlorophthalmus acutifrons
  - Chlorophthalmus agassizi
  - Chlorophthalmus albatrossis
  - Chlorophthalmus atlanticus
  - Chlorophthalmus bicornis
  - Chlorophthalmus borealis
  - Chlorophthalmus brasiliensis
  - Chlorophthalmus chalybeius
  - Chlorophthalmus corniger
  - Chlorophthalmus ichthyandri
  - Chlorophthalmus mento
  - Chlorophthalmus nigromarginatus
  - Chlorophthalmus pectoralis
  - Chlorophthalmus proridens
  - Chlorophthalmus punctatus
  - Chlorophthalmus zvezdae
- Genere Parasudis
  - Parasudis fraserbrunneri
  - Parasudis truculenta